# Artur Voskanian
Artur Voskanian (en arménien : Արթուր Ոսկանյան), né le 13 août 1976 à Erevan en Arménie, est un ancien footballeur international arménien. Il est désormais entraîneur.

## Palmarès

### En club
Tsement Ararat
- Champion d'Arménie en 1998.
- Vainqueur de la Coupe d'Arménie en 1998.
- Vainqueur de la Supercoupe d'Arménie en 1998.

 Pyunik Erevan
- Champion d'Arménie en 2005 et 2006.
- Vainqueur de la Supercoupe d'Arménie en 2005.

### Récompenses individuelles
Il obtient la récompense de Footballeur arménien de l'année en 1998.